# Distretto di Sam Ngao
Il distretto di Sam Ngao (in thailandese: สามเงา) è un distretto (amphoe) della Thailandia, situato nella provincia di Tak.